# Pegesimallus isanicus
Pegesimallus isanicus là một loài ruồi trong họ Asilidae. Pegesimallus isanicus được Tomosovic miêu tả năm 2005. Loài này phân bố ở miền Ấn Độ - Mã Lai.